# Thomas Rydahl
Thomas Rydahl, född 1974 i Århus, är en dansk deckarförfattare och översättare.
Rydahl är utbildad vid Forfatterskolen 1997–1999 och har även studerat psykologi och filosofi. Han är desstuom utbildad brandman. Han slog igenom med sin romandebut Eremitten (2014), den första boken i en serie berättelser om antihjälten Erland i spanska Fuerteventura. För denna belönades han med BogForums Debutantpris, Harald Mogensen-priset och Glasnyckeln. Det var den första gången någonsin Glasnyckeln gick till ett debutverk.
Han har översatt flera böcker av Malcolm Gladwell till danska.

## Utgivet på svenska
- Rydahl, Thomas; Jacobsen Leif (2016). Eremiten. Malmö: Bokfabriken. Libris 19388809. ISBN 978-91-7629-302-7
- Rydahl, Thomas; Stedman Helena (2017). De Saknade. Malmö: Bokfabriken. Libris 20534632. ISBN 978-91-7629-529-8